# 장흥 무계고택
장흥 무계고택(長興 霧溪古宅)은 대한민국 전라남도 장흥군 장흥읍 평화리에 있는 건축물이다. 1988년 3월 16일 전라남도의 문화재자료 제161호로 지정되었다.

## 개요
원래 정화사라는 절터였다고 전하는데 조선 철종 3년(1852) 고재극 씨가 지어 오늘에 이르고 있다. 남부지방에서 흔히 볼 수 있는 一자형 구조를 이루고 있다.
경사가 급해 건물은 3단으로 나누어 구성하였다. 제일 아랫단에 대문과 하인방을, 그 다음 단에 마당·창고·관리사를 두고, 맨 윗단에 본채와 양옥을 배치하였다. 안채는 앞면 5칸·옆면 2칸 규모로, 지붕은 옆면에서 볼 때 여덟 팔(八)자 모양의 팔작지붕으로 꾸몄다.
주변에는 소나무와 느티나무, 배롱나무, 대나무 등이 한데 어울려 한옥의 운치를 더해주고 있다.

## 참고 문헌
- 장흥 무계고택 - 국가유산청 국가유산포털